# Музей Лас-Энкартасьонес
Музей Энкартасьонес (исп. Museo de las Encartaciones, баск. Enkarterrietako Museoa) — баскский музей, целью которого является содействие изучению, исследованию и распространению всех культурных аспектов, составляющих регион Лас-Энкартасьонес.

## История
С модернизацией политических структур в начале XVI века возникли и новые потребности, такие как создание фиксированного и закрытого пространства, которое позволило бы удобно проводить встречи. Это привело к строительству молитвенного дома около 1500 года. В 1590 году было начато строительство нового, окончательная отделка которого состоялась в 1632 году с установкой большого щита. Это здание представляло собой большой кубический особняк с полукруглой аркой, который в основном соответствовал критериям эпохи Возрождения. В нём было два этажа: нижний — тюрьма, а верхний — корт хунта. Напротив был построен скит (названный Ангелом), который был полностью отреставрирован в 1675/76 году.
В XVIII веке были построены так называемые Посада-де-лос-Хунтерос, которые сегодня преобразованы в отель и сельский дом, и Каса-дель-Коррегидор, нынешние офисы музея Лас-Энкартасьонес. Однако восемнадцатый век был периодом противоречий, так как соборы постоянно спорили об удобстве подавления своих советов и полной интеграции (индивидуально, а не как регион) с советами Герники, как это уже было сделано советами Дурангуэсадо в 1629 году. Наконец, после многочисленных споров и разделений различных долин и советов в 1801 году было решено упразднить советы и полностью интегрировать каждый муниципалитет в советы Герники.

## Музей Лас-Энкартасьонес
С упразднением советов Палата советов вступила в процесс ухудшения, который Совет графства сумел остановить в начале XX века. В то время архитектору Антонио Карвеларису был поручен капитальный ремонт, который восстановил его первоначальный вид. Спустя годы было решено превратить Каса-де-Хунтас в музей, в котором размещены экспонаты, внесенные в основном религиозными и известными деятелями из Лас-Энкартасьонес. Так, 26 июля 1934 года был открыт Музей Лас-Энкартасьонес, один из старейших в Бискайе.
Гражданская война в Испании и период после Второй мировой войны повлияли на здание, так как в 1940-х годах было проведено несколько ремонтных работ, а на крыше был добавлен небольшой лофт. Наконец, в середине 20-го века архитектору Эухенио де Агинага было поручено реформировать здание, которое должно было просуществовать до начала 1960-х годов, после чего оно было вновь открыто под названием Дом-музей Совета Авельянеда.
В 1989 году по заказу Генерального совета Бискайи (уже являвшегося владельцами исторической штаб-квартиры Герника, Абелланеда и Гередиага) архитекторы Хавьер Муньос и Хосу Урриолабейтия провели последнюю капитальную реконструкцию здания, чтобы превратить его в музей современного искусства. , динамичный и способный выполнять различные действия. Музей был открыт в 1994 году снова под названием Музей Энкартасьонес.